# 奥貫賢一
奥貫 賢一（おくぬき けんいち、1906年9月20日 - 2002年2月22日）は、日本の官僚、行田市長。旧姓・清水。

## 経歴
埼玉県出身。1924年、埼玉県立熊谷中学校卒業。1927年、第三高等学校卒業。1930年、東京帝国大学法学部仏法科卒業。朝鮮総督府に入り、平安南道学務、地方各課長、拓務事務官、拓務書記官、殖産局商工課長、興亜院調査官、大東亜省調査会在ハノイ総領事を歴任。
戦後の1946年埼玉県地方労働委員に就任。翌1947年には忍町町長に就任した。1949年に忍町が市制施行により行田市になり、同市の市長に就任した。在職中は市消防本部の設置、下水道工事に着手、中央公民館の開館が挙げられる。
1951年に一度市長を退任するが、1955年に再び行田市長に就任した。二度目は、ゴミ焼却場の建設、小中学校の新設や改築、工場誘致奨励条例の制定、市内の優良産業従業員に対する表彰制度の実施などを行った。
1959年に市長を退任、退任後は市民を対象にした私塾を開いた。1989年に行田市から名誉市民を贈られた。2002年死去。